# Elasmopus arafura
Elasmopus arafura is een vlokreeftensoort uit de familie van de Maeridae. De wetenschappelijke naam van de soort is voor het eerst geldig gepubliceerd in 2011 door Hughes & Lowry.